# Syngnathus
Syngnathus – rodzaj morskich ryb z rodziny rodziny igliczniowatych (Syngnathidae).

## Klasyfikacja
Gatunki zaliczane do tego rodzaju:
| - Syngnathus abaster – iglicznia czarnomorska, iglicznia krótkopyska - Syngnathus acicularis - Syngnathus acus – iglicznia większa, iglicznia wielka, iglik - Syngnathus acusimilis - Syngnathus affinis - Syngnathus argentatus - Syngnathus auliscus - Syngnathus californiensis - Syngnathus caribbaeus - Syngnathus carinatus - Syngnathus dawsoni - Syngnathus euchrous - Syngnathus exilis - Syngnathus floridae - Syngnathus folletti - Syngnathus fuscus - Syngnathus insulae - Syngnathus leptorhynchus - Syngnathus louisianae | - Syngnathus macrobrachium - Syngnathus macrophthalmus - Syngnathus makaxi - Syngnathus pelagicus – iglicznia sargassowa - Syngnathus pellegrini - Syngnathus phlegon - Syngnathus rostellatus – iglicznia mała, igliczka - Syngnathus safina - Syngnathus schlegeli - Syngnathus schmidti - Syngnathus scovelli - Syngnathus springeri - Syngnathus taenionotus - Syngnathus temminckii - Syngnathus tenuirostris - Syngnathus typhle – iglicznia, iglicznia bałtycka - Syngnathus variegatus - Syngnathus watermeyeri |

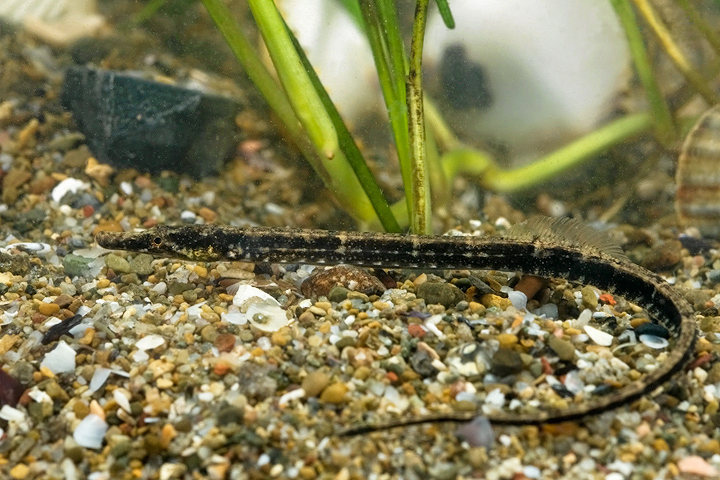
Syngnathus abaster
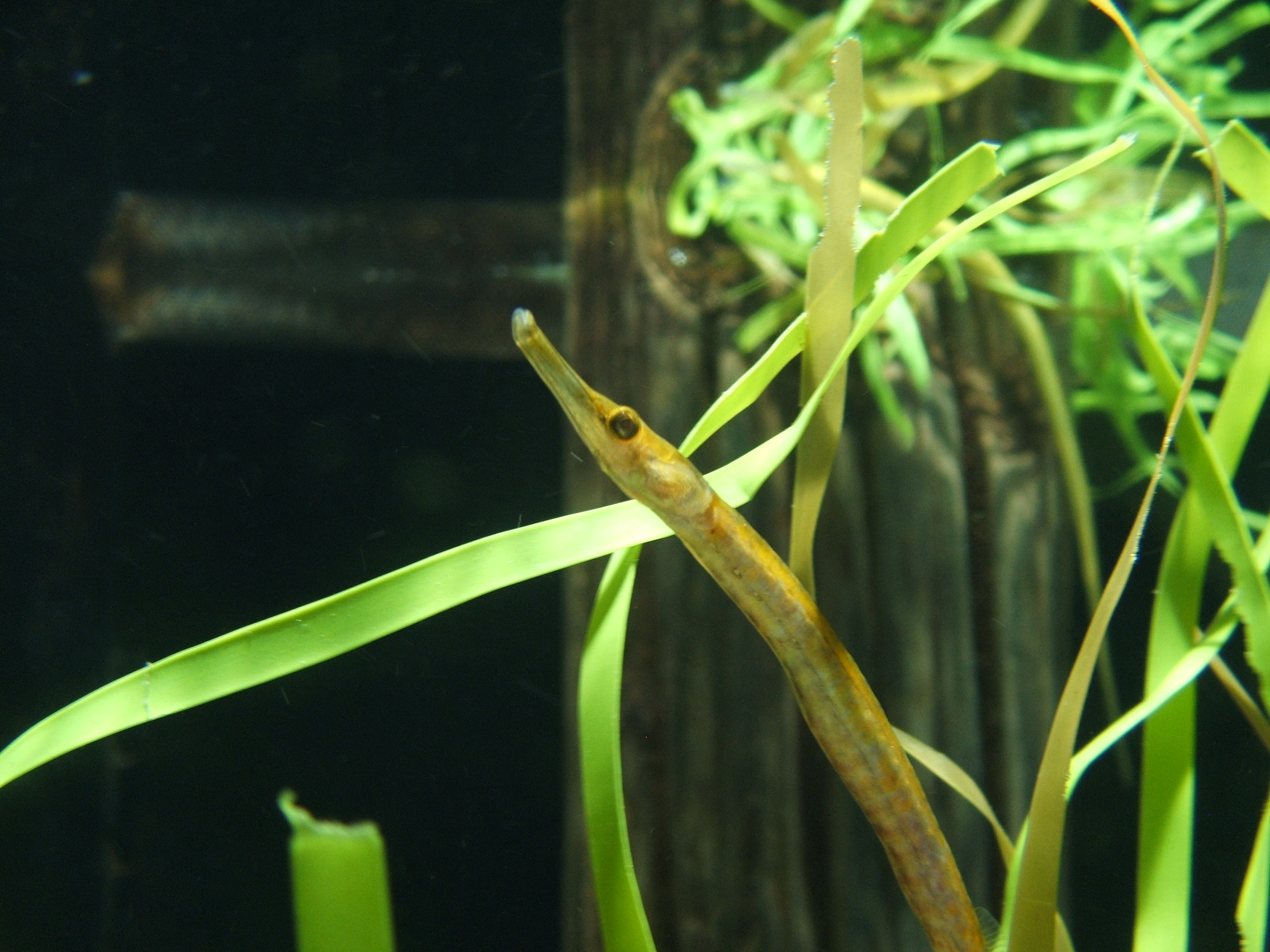
Syngnathus leptorhynchus
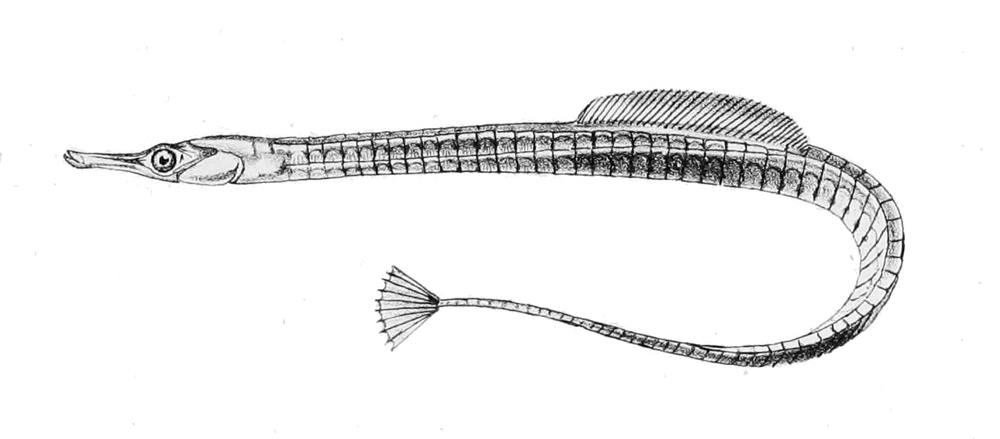
Syngnathus rostellatus
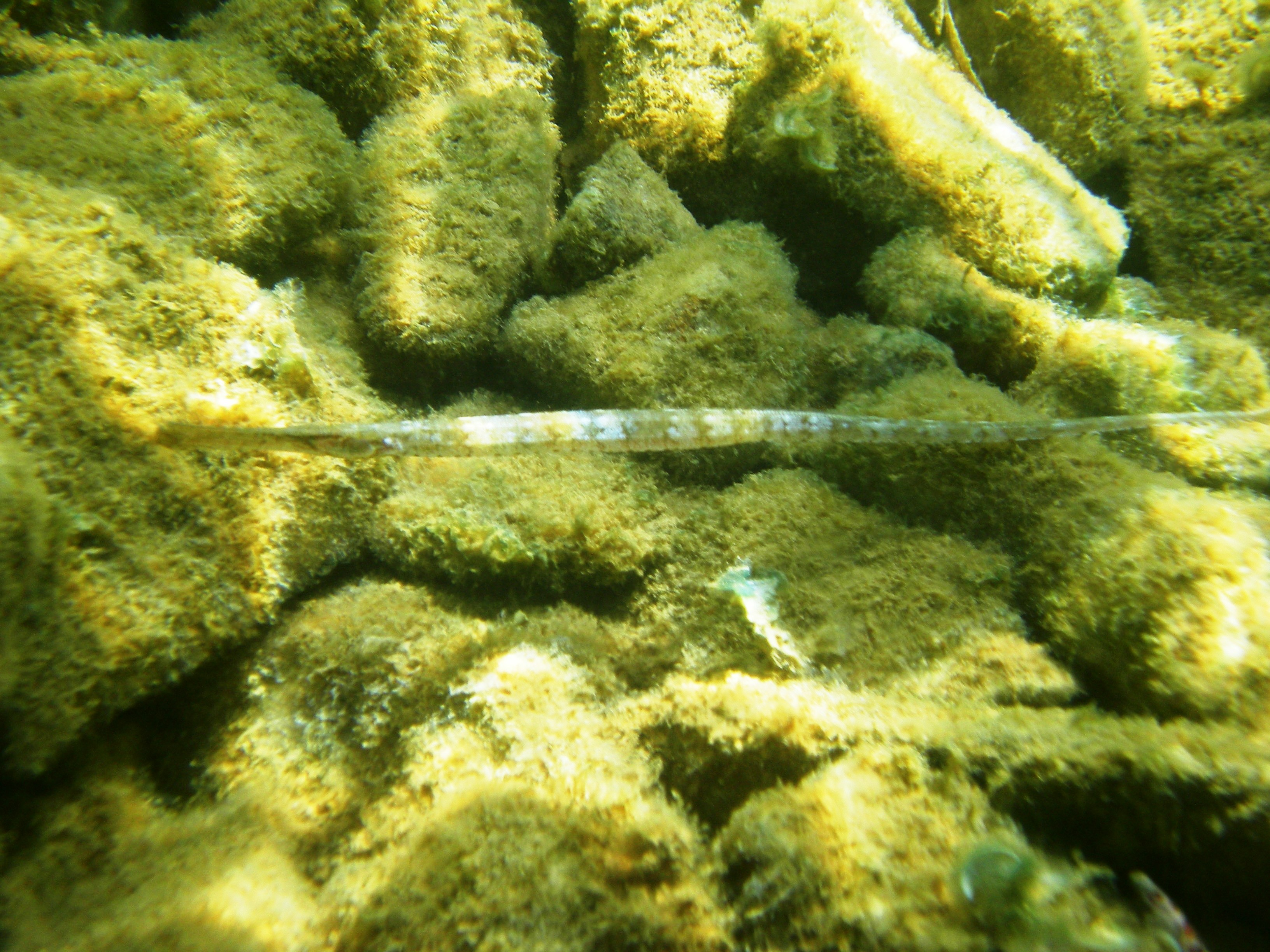
Syngnathus typhle